# Henri Fiszbin
Henri Fiszbin est un homme politique français, né le 26 juin 1930 à Paris et mort dans la même ville le 28 mars 1990,.
il est inhumé au cimetière parisien de Pantin dans la 104e division.

## Biographie
Henri Fiszbin naît à Paris dans une famille ouvrière d'immigrés juifs polonais qui réussit à échapper à la déportation pendant l'occupation en se réfugiant très tôt en zone Sud, dans la Creuse.
Rentré à Paris à la Libération[pas clair], il adhère au Parti communiste français en 1946, à l'âge de seize ans. Titulaire du certificat d'études, il choisit contre l'avis de ses parents une carrière d'ouvrier. À partir de 1948, il travaille comme tourneur, puis au sein de l'entreprise Maggi-Kub. Il est alors un militant actif de la CGT, délégué du personnel et secrétaire du comité d'entreprise.
En 1957, il devient permanent du PCF au sein de la fédération parisienne. En 1961, il devient secrétaire fédéral à l'organisation. Compte tenu des responsabilités nationales de Paul Laurent, Premier secrétaire de la fédération à compter de 1962, Fiszbin joue un rôle très important au sein des communistes parisiens.
Malgré les tensions qui se font jour dans les années 60 entre la fédération parisienne, assez "moderniste"[pas clair] et le bureau politique, il est élu au comité central du parti en 1967. En 1972, il devient premier secrétaire de la fédération de Paris.
Quelques mois plus tard, il est élu député de Paris de 1973.
A la tête de la fédération, il fait le constat que l'évolution sociologique de la capitale, marquée par la fuite des ouvriers vers les banlieues, rend inexorable le déclin communiste à Paris si le parti ne s'intéresse pas aux "couches sociales nouvelles". Il impulse donc des changements de méthodes et d'image qui ne sont pas toujours appréciés par la direction nationale.
En 1977, il conduit les listes unitaires de gauche aux municipales de 1977 contre Jacques Chirac. Il est d'ailleurs à l'origine, avec Catherine Lagatu, d'une proposition de loi pour réformer le statut du conseil de Paris, dont certains principes ont été adoptés in fine, en particulier la séparation des conseillers de Paris et des conseillers d'arrondissement et une représentation proportionnelle. Cette campagne, la première pour l'élection d'un maire à Paris depuis plus d'un siècle, lui donne une certaine notoriété nationale.
L'année suivante, cependant, le bilan des élections législatives dans la capitale est désastreux pour le PCF qui passe de sept à trois députés. Fiszbin lui-même est battu par le RPR Jacques Féron.
La direction nationale profite de cette situation pour mettre en cause l'équipe parisienne. Convoquée par le bureau politique en janvier 1979, elle est accusée de "déviations opportunistes" et d'abandon du "contenu de classe" du discours politique. Fiszbin décide alors de démissionner, tout en laissant la direction nationale expliquer ce choix par des raisons de santé.
La fédération parisienne entre alors en crise, malgré les tentatives du nouveau secrétaire fédéral, Henri Malberg, pour en maintenir l'unité. Les défections de militants se succèdent. En novembre 1979, après une ultime tentative infructueuse pour faire prendre en compte son orientation et la situation des communistes parisiens, Fiszbin démissionne du comité central.
Il publie alors, en collaboration avec Maurice Goldring, un ouvrage intitulé Les bouches s'ouvrent dans lequel il expose ses opinions.
Il est exclu (« mis hors-du-parti ») du PCF en octobre 1981 pour "activités fractionnelles" après avoir mis en cause les conditions de la désignation de Georges Marchais comme candidat à l'élection présidentielle et  créé une revue : Rencontres communistes hebdo à laquelle participent d'autres communistes dissidents comme Roger Fajnzylberg, Henri Bertholet et François Hincker. Réélu dans le 19e arrondissement aux municipales de 1983 sur une liste distincte de celle du parti, il se présente, sous la dénomination Communistes démocrates et unitaires, sur une liste commune aux élections européennes de 1984 avec le Parti socialiste unifié. Au lendemain d'un échec électoral cuisant, il déclare « les 0,7 % obtenus ont mis un point final à la crédibilité des entreprises visant à constituer l’électorat déçu du PC en force politique autonome ».
Il se rapproche alors du Parti socialiste. En 1986, Henri Fiszbin est élu député apparenté PS dans les Alpes-Maritimes, deuxième sur une liste conduite par Jean-Hugues Colonna.
Deux ans plus tard, l'équipe de Rencontres communistes hebdo décide d'adhérer collectivement au PS. Lors du congrès de Rennes, il est élu au comité directeur, mais meurt peu de temps après.
Maurice Goldring, qui le remplace, tente pendant quelques années de maintenir une expression des "socialistes de culture communiste", mais Rencontres communistes hebdo finit par cesser sa parution en 1994. Les animateurs de la revue et proches de Fiszbin se sont alors déjà éloignés les uns des autres : Hincker a abandonné l'action politique, Bertholet est actif dans le parti socialiste, dont il deviendra un des députés, Fajnzylberg, ancien maire de Sévres, se ralliera à la nouvelle majorité municipale de droite et adhérera à l'UMP en 2009.

## Mémoire
Le 8 avril 2005, quinze ans après sa disparition, une place Henri-Fiszbin a été inaugurée dans le 19e arrondissement de Paris, à l’angle des rues Rébeval et Jules Romains.